# Statenice
Statenice település Csehországban, Nyugat-prágai járásban. Statenice Horoměřice, Lichoceves, Tuchoměřice, Velké Přílepy és Únětice településekkel határos. Lakosainak száma 1562 fő (2024. január 1.).

## Népesség
A település lakosságának változását az alábbi diagram mutatja:
| Lakosok száma | 533  | 658  | 618  | 527  | 591  | 663  | 1441 | 1506 | 1547 | 1562 |
|               | 1869 | 1890 | 1921 | 1950 | 1980 | 2001 | 2017 | 2019 | 2022 | 2024 |